# Giorgio Mirri
Giorgio Mirri (Imola, 30 agosto 1917 – Imola, 10 maggio 2007) è stato un compositore di scacchi italiano.
Ha composto circa 300 problemi, diretti in due e tre mosse, ottenendo diverse premiazioni.
Giudice Internazionale della composizione (1995), Maestro Onorario della composizione (1999).
Ha rappresentato l'Italia in diversi congressi della PCCC (tra cui Pirano 1958, Wiesbaden 1959, Mosca 1961, Soletta 1962, Reading 1965, Tampere 1967).
Di professione era un ceramista.
|   | a | b | c | d | e | f | g | h |   |
| 8 | f8 alfiere del bianco · h8 torre del nero · b7 pedone del nero · d7 donna del bianco · a6 alfiere del nero · b6 pedone del nero · a5 pedone del nero · b5 torre del bianco · h5 torre del nero · c4 re del nero · b3 pedone del nero · c3 pedone del bianco · d3 cavallo del bianco · b2 re del bianco · d2 pedone del nero · e2 pedone del bianco · b1 cavallo del nero · c1 cavallo del nero · d1 alfiere del bianco | f8 alfiere del bianco · h8 torre del nero · b7 pedone del nero · d7 donna del bianco · a6 alfiere del nero · b6 pedone del nero · a5 pedone del nero · b5 torre del bianco · h5 torre del nero · c4 re del nero · b3 pedone del nero · c3 pedone del bianco · d3 cavallo del bianco · b2 re del bianco · d2 pedone del nero · e2 pedone del bianco · b1 cavallo del nero · c1 cavallo del nero · d1 alfiere del bianco | f8 alfiere del bianco · h8 torre del nero · b7 pedone del nero · d7 donna del bianco · a6 alfiere del nero · b6 pedone del nero · a5 pedone del nero · b5 torre del bianco · h5 torre del nero · c4 re del nero · b3 pedone del nero · c3 pedone del bianco · d3 cavallo del bianco · b2 re del bianco · d2 pedone del nero · e2 pedone del bianco · b1 cavallo del nero · c1 cavallo del nero · d1 alfiere del bianco | f8 alfiere del bianco · h8 torre del nero · b7 pedone del nero · d7 donna del bianco · a6 alfiere del nero · b6 pedone del nero · a5 pedone del nero · b5 torre del bianco · h5 torre del nero · c4 re del nero · b3 pedone del nero · c3 pedone del bianco · d3 cavallo del bianco · b2 re del bianco · d2 pedone del nero · e2 pedone del bianco · b1 cavallo del nero · c1 cavallo del nero · d1 alfiere del bianco | f8 alfiere del bianco · h8 torre del nero · b7 pedone del nero · d7 donna del bianco · a6 alfiere del nero · b6 pedone del nero · a5 pedone del nero · b5 torre del bianco · h5 torre del nero · c4 re del nero · b3 pedone del nero · c3 pedone del bianco · d3 cavallo del bianco · b2 re del bianco · d2 pedone del nero · e2 pedone del bianco · b1 cavallo del nero · c1 cavallo del nero · d1 alfiere del bianco | f8 alfiere del bianco · h8 torre del nero · b7 pedone del nero · d7 donna del bianco · a6 alfiere del nero · b6 pedone del nero · a5 pedone del nero · b5 torre del bianco · h5 torre del nero · c4 re del nero · b3 pedone del nero · c3 pedone del bianco · d3 cavallo del bianco · b2 re del bianco · d2 pedone del nero · e2 pedone del bianco · b1 cavallo del nero · c1 cavallo del nero · d1 alfiere del bianco | f8 alfiere del bianco · h8 torre del nero · b7 pedone del nero · d7 donna del bianco · a6 alfiere del nero · b6 pedone del nero · a5 pedone del nero · b5 torre del bianco · h5 torre del nero · c4 re del nero · b3 pedone del nero · c3 pedone del bianco · d3 cavallo del bianco · b2 re del bianco · d2 pedone del nero · e2 pedone del bianco · b1 cavallo del nero · c1 cavallo del nero · d1 alfiere del bianco | f8 alfiere del bianco · h8 torre del nero · b7 pedone del nero · d7 donna del bianco · a6 alfiere del nero · b6 pedone del nero · a5 pedone del nero · b5 torre del bianco · h5 torre del nero · c4 re del nero · b3 pedone del nero · c3 pedone del bianco · d3 cavallo del bianco · b2 re del bianco · d2 pedone del nero · e2 pedone del bianco · b1 cavallo del nero · c1 cavallo del nero · d1 alfiere del bianco | 8 |
| 7 | f8 alfiere del bianco · h8 torre del nero · b7 pedone del nero · d7 donna del bianco · a6 alfiere del nero · b6 pedone del nero · a5 pedone del nero · b5 torre del bianco · h5 torre del nero · c4 re del nero · b3 pedone del nero · c3 pedone del bianco · d3 cavallo del bianco · b2 re del bianco · d2 pedone del nero · e2 pedone del bianco · b1 cavallo del nero · c1 cavallo del nero · d1 alfiere del bianco | f8 alfiere del bianco · h8 torre del nero · b7 pedone del nero · d7 donna del bianco · a6 alfiere del nero · b6 pedone del nero · a5 pedone del nero · b5 torre del bianco · h5 torre del nero · c4 re del nero · b3 pedone del nero · c3 pedone del bianco · d3 cavallo del bianco · b2 re del bianco · d2 pedone del nero · e2 pedone del bianco · b1 cavallo del nero · c1 cavallo del nero · d1 alfiere del bianco | f8 alfiere del bianco · h8 torre del nero · b7 pedone del nero · d7 donna del bianco · a6 alfiere del nero · b6 pedone del nero · a5 pedone del nero · b5 torre del bianco · h5 torre del nero · c4 re del nero · b3 pedone del nero · c3 pedone del bianco · d3 cavallo del bianco · b2 re del bianco · d2 pedone del nero · e2 pedone del bianco · b1 cavallo del nero · c1 cavallo del nero · d1 alfiere del bianco | f8 alfiere del bianco · h8 torre del nero · b7 pedone del nero · d7 donna del bianco · a6 alfiere del nero · b6 pedone del nero · a5 pedone del nero · b5 torre del bianco · h5 torre del nero · c4 re del nero · b3 pedone del nero · c3 pedone del bianco · d3 cavallo del bianco · b2 re del bianco · d2 pedone del nero · e2 pedone del bianco · b1 cavallo del nero · c1 cavallo del nero · d1 alfiere del bianco | f8 alfiere del bianco · h8 torre del nero · b7 pedone del nero · d7 donna del bianco · a6 alfiere del nero · b6 pedone del nero · a5 pedone del nero · b5 torre del bianco · h5 torre del nero · c4 re del nero · b3 pedone del nero · c3 pedone del bianco · d3 cavallo del bianco · b2 re del bianco · d2 pedone del nero · e2 pedone del bianco · b1 cavallo del nero · c1 cavallo del nero · d1 alfiere del bianco | f8 alfiere del bianco · h8 torre del nero · b7 pedone del nero · d7 donna del bianco · a6 alfiere del nero · b6 pedone del nero · a5 pedone del nero · b5 torre del bianco · h5 torre del nero · c4 re del nero · b3 pedone del nero · c3 pedone del bianco · d3 cavallo del bianco · b2 re del bianco · d2 pedone del nero · e2 pedone del bianco · b1 cavallo del nero · c1 cavallo del nero · d1 alfiere del bianco | f8 alfiere del bianco · h8 torre del nero · b7 pedone del nero · d7 donna del bianco · a6 alfiere del nero · b6 pedone del nero · a5 pedone del nero · b5 torre del bianco · h5 torre del nero · c4 re del nero · b3 pedone del nero · c3 pedone del bianco · d3 cavallo del bianco · b2 re del bianco · d2 pedone del nero · e2 pedone del bianco · b1 cavallo del nero · c1 cavallo del nero · d1 alfiere del bianco | f8 alfiere del bianco · h8 torre del nero · b7 pedone del nero · d7 donna del bianco · a6 alfiere del nero · b6 pedone del nero · a5 pedone del nero · b5 torre del bianco · h5 torre del nero · c4 re del nero · b3 pedone del nero · c3 pedone del bianco · d3 cavallo del bianco · b2 re del bianco · d2 pedone del nero · e2 pedone del bianco · b1 cavallo del nero · c1 cavallo del nero · d1 alfiere del bianco | 7 |
| 6 | f8 alfiere del bianco · h8 torre del nero · b7 pedone del nero · d7 donna del bianco · a6 alfiere del nero · b6 pedone del nero · a5 pedone del nero · b5 torre del bianco · h5 torre del nero · c4 re del nero · b3 pedone del nero · c3 pedone del bianco · d3 cavallo del bianco · b2 re del bianco · d2 pedone del nero · e2 pedone del bianco · b1 cavallo del nero · c1 cavallo del nero · d1 alfiere del bianco | f8 alfiere del bianco · h8 torre del nero · b7 pedone del nero · d7 donna del bianco · a6 alfiere del nero · b6 pedone del nero · a5 pedone del nero · b5 torre del bianco · h5 torre del nero · c4 re del nero · b3 pedone del nero · c3 pedone del bianco · d3 cavallo del bianco · b2 re del bianco · d2 pedone del nero · e2 pedone del bianco · b1 cavallo del nero · c1 cavallo del nero · d1 alfiere del bianco | f8 alfiere del bianco · h8 torre del nero · b7 pedone del nero · d7 donna del bianco · a6 alfiere del nero · b6 pedone del nero · a5 pedone del nero · b5 torre del bianco · h5 torre del nero · c4 re del nero · b3 pedone del nero · c3 pedone del bianco · d3 cavallo del bianco · b2 re del bianco · d2 pedone del nero · e2 pedone del bianco · b1 cavallo del nero · c1 cavallo del nero · d1 alfiere del bianco | f8 alfiere del bianco · h8 torre del nero · b7 pedone del nero · d7 donna del bianco · a6 alfiere del nero · b6 pedone del nero · a5 pedone del nero · b5 torre del bianco · h5 torre del nero · c4 re del nero · b3 pedone del nero · c3 pedone del bianco · d3 cavallo del bianco · b2 re del bianco · d2 pedone del nero · e2 pedone del bianco · b1 cavallo del nero · c1 cavallo del nero · d1 alfiere del bianco | f8 alfiere del bianco · h8 torre del nero · b7 pedone del nero · d7 donna del bianco · a6 alfiere del nero · b6 pedone del nero · a5 pedone del nero · b5 torre del bianco · h5 torre del nero · c4 re del nero · b3 pedone del nero · c3 pedone del bianco · d3 cavallo del bianco · b2 re del bianco · d2 pedone del nero · e2 pedone del bianco · b1 cavallo del nero · c1 cavallo del nero · d1 alfiere del bianco | f8 alfiere del bianco · h8 torre del nero · b7 pedone del nero · d7 donna del bianco · a6 alfiere del nero · b6 pedone del nero · a5 pedone del nero · b5 torre del bianco · h5 torre del nero · c4 re del nero · b3 pedone del nero · c3 pedone del bianco · d3 cavallo del bianco · b2 re del bianco · d2 pedone del nero · e2 pedone del bianco · b1 cavallo del nero · c1 cavallo del nero · d1 alfiere del bianco | f8 alfiere del bianco · h8 torre del nero · b7 pedone del nero · d7 donna del bianco · a6 alfiere del nero · b6 pedone del nero · a5 pedone del nero · b5 torre del bianco · h5 torre del nero · c4 re del nero · b3 pedone del nero · c3 pedone del bianco · d3 cavallo del bianco · b2 re del bianco · d2 pedone del nero · e2 pedone del bianco · b1 cavallo del nero · c1 cavallo del nero · d1 alfiere del bianco | f8 alfiere del bianco · h8 torre del nero · b7 pedone del nero · d7 donna del bianco · a6 alfiere del nero · b6 pedone del nero · a5 pedone del nero · b5 torre del bianco · h5 torre del nero · c4 re del nero · b3 pedone del nero · c3 pedone del bianco · d3 cavallo del bianco · b2 re del bianco · d2 pedone del nero · e2 pedone del bianco · b1 cavallo del nero · c1 cavallo del nero · d1 alfiere del bianco | 6 |
| 5 | f8 alfiere del bianco · h8 torre del nero · b7 pedone del nero · d7 donna del bianco · a6 alfiere del nero · b6 pedone del nero · a5 pedone del nero · b5 torre del bianco · h5 torre del nero · c4 re del nero · b3 pedone del nero · c3 pedone del bianco · d3 cavallo del bianco · b2 re del bianco · d2 pedone del nero · e2 pedone del bianco · b1 cavallo del nero · c1 cavallo del nero · d1 alfiere del bianco | f8 alfiere del bianco · h8 torre del nero · b7 pedone del nero · d7 donna del bianco · a6 alfiere del nero · b6 pedone del nero · a5 pedone del nero · b5 torre del bianco · h5 torre del nero · c4 re del nero · b3 pedone del nero · c3 pedone del bianco · d3 cavallo del bianco · b2 re del bianco · d2 pedone del nero · e2 pedone del bianco · b1 cavallo del nero · c1 cavallo del nero · d1 alfiere del bianco | f8 alfiere del bianco · h8 torre del nero · b7 pedone del nero · d7 donna del bianco · a6 alfiere del nero · b6 pedone del nero · a5 pedone del nero · b5 torre del bianco · h5 torre del nero · c4 re del nero · b3 pedone del nero · c3 pedone del bianco · d3 cavallo del bianco · b2 re del bianco · d2 pedone del nero · e2 pedone del bianco · b1 cavallo del nero · c1 cavallo del nero · d1 alfiere del bianco | f8 alfiere del bianco · h8 torre del nero · b7 pedone del nero · d7 donna del bianco · a6 alfiere del nero · b6 pedone del nero · a5 pedone del nero · b5 torre del bianco · h5 torre del nero · c4 re del nero · b3 pedone del nero · c3 pedone del bianco · d3 cavallo del bianco · b2 re del bianco · d2 pedone del nero · e2 pedone del bianco · b1 cavallo del nero · c1 cavallo del nero · d1 alfiere del bianco | f8 alfiere del bianco · h8 torre del nero · b7 pedone del nero · d7 donna del bianco · a6 alfiere del nero · b6 pedone del nero · a5 pedone del nero · b5 torre del bianco · h5 torre del nero · c4 re del nero · b3 pedone del nero · c3 pedone del bianco · d3 cavallo del bianco · b2 re del bianco · d2 pedone del nero · e2 pedone del bianco · b1 cavallo del nero · c1 cavallo del nero · d1 alfiere del bianco | f8 alfiere del bianco · h8 torre del nero · b7 pedone del nero · d7 donna del bianco · a6 alfiere del nero · b6 pedone del nero · a5 pedone del nero · b5 torre del bianco · h5 torre del nero · c4 re del nero · b3 pedone del nero · c3 pedone del bianco · d3 cavallo del bianco · b2 re del bianco · d2 pedone del nero · e2 pedone del bianco · b1 cavallo del nero · c1 cavallo del nero · d1 alfiere del bianco | f8 alfiere del bianco · h8 torre del nero · b7 pedone del nero · d7 donna del bianco · a6 alfiere del nero · b6 pedone del nero · a5 pedone del nero · b5 torre del bianco · h5 torre del nero · c4 re del nero · b3 pedone del nero · c3 pedone del bianco · d3 cavallo del bianco · b2 re del bianco · d2 pedone del nero · e2 pedone del bianco · b1 cavallo del nero · c1 cavallo del nero · d1 alfiere del bianco | f8 alfiere del bianco · h8 torre del nero · b7 pedone del nero · d7 donna del bianco · a6 alfiere del nero · b6 pedone del nero · a5 pedone del nero · b5 torre del bianco · h5 torre del nero · c4 re del nero · b3 pedone del nero · c3 pedone del bianco · d3 cavallo del bianco · b2 re del bianco · d2 pedone del nero · e2 pedone del bianco · b1 cavallo del nero · c1 cavallo del nero · d1 alfiere del bianco | 5 |
| 4 | f8 alfiere del bianco · h8 torre del nero · b7 pedone del nero · d7 donna del bianco · a6 alfiere del nero · b6 pedone del nero · a5 pedone del nero · b5 torre del bianco · h5 torre del nero · c4 re del nero · b3 pedone del nero · c3 pedone del bianco · d3 cavallo del bianco · b2 re del bianco · d2 pedone del nero · e2 pedone del bianco · b1 cavallo del nero · c1 cavallo del nero · d1 alfiere del bianco | f8 alfiere del bianco · h8 torre del nero · b7 pedone del nero · d7 donna del bianco · a6 alfiere del nero · b6 pedone del nero · a5 pedone del nero · b5 torre del bianco · h5 torre del nero · c4 re del nero · b3 pedone del nero · c3 pedone del bianco · d3 cavallo del bianco · b2 re del bianco · d2 pedone del nero · e2 pedone del bianco · b1 cavallo del nero · c1 cavallo del nero · d1 alfiere del bianco | f8 alfiere del bianco · h8 torre del nero · b7 pedone del nero · d7 donna del bianco · a6 alfiere del nero · b6 pedone del nero · a5 pedone del nero · b5 torre del bianco · h5 torre del nero · c4 re del nero · b3 pedone del nero · c3 pedone del bianco · d3 cavallo del bianco · b2 re del bianco · d2 pedone del nero · e2 pedone del bianco · b1 cavallo del nero · c1 cavallo del nero · d1 alfiere del bianco | f8 alfiere del bianco · h8 torre del nero · b7 pedone del nero · d7 donna del bianco · a6 alfiere del nero · b6 pedone del nero · a5 pedone del nero · b5 torre del bianco · h5 torre del nero · c4 re del nero · b3 pedone del nero · c3 pedone del bianco · d3 cavallo del bianco · b2 re del bianco · d2 pedone del nero · e2 pedone del bianco · b1 cavallo del nero · c1 cavallo del nero · d1 alfiere del bianco | f8 alfiere del bianco · h8 torre del nero · b7 pedone del nero · d7 donna del bianco · a6 alfiere del nero · b6 pedone del nero · a5 pedone del nero · b5 torre del bianco · h5 torre del nero · c4 re del nero · b3 pedone del nero · c3 pedone del bianco · d3 cavallo del bianco · b2 re del bianco · d2 pedone del nero · e2 pedone del bianco · b1 cavallo del nero · c1 cavallo del nero · d1 alfiere del bianco | f8 alfiere del bianco · h8 torre del nero · b7 pedone del nero · d7 donna del bianco · a6 alfiere del nero · b6 pedone del nero · a5 pedone del nero · b5 torre del bianco · h5 torre del nero · c4 re del nero · b3 pedone del nero · c3 pedone del bianco · d3 cavallo del bianco · b2 re del bianco · d2 pedone del nero · e2 pedone del bianco · b1 cavallo del nero · c1 cavallo del nero · d1 alfiere del bianco | f8 alfiere del bianco · h8 torre del nero · b7 pedone del nero · d7 donna del bianco · a6 alfiere del nero · b6 pedone del nero · a5 pedone del nero · b5 torre del bianco · h5 torre del nero · c4 re del nero · b3 pedone del nero · c3 pedone del bianco · d3 cavallo del bianco · b2 re del bianco · d2 pedone del nero · e2 pedone del bianco · b1 cavallo del nero · c1 cavallo del nero · d1 alfiere del bianco | f8 alfiere del bianco · h8 torre del nero · b7 pedone del nero · d7 donna del bianco · a6 alfiere del nero · b6 pedone del nero · a5 pedone del nero · b5 torre del bianco · h5 torre del nero · c4 re del nero · b3 pedone del nero · c3 pedone del bianco · d3 cavallo del bianco · b2 re del bianco · d2 pedone del nero · e2 pedone del bianco · b1 cavallo del nero · c1 cavallo del nero · d1 alfiere del bianco | 4 |
| 3 | f8 alfiere del bianco · h8 torre del nero · b7 pedone del nero · d7 donna del bianco · a6 alfiere del nero · b6 pedone del nero · a5 pedone del nero · b5 torre del bianco · h5 torre del nero · c4 re del nero · b3 pedone del nero · c3 pedone del bianco · d3 cavallo del bianco · b2 re del bianco · d2 pedone del nero · e2 pedone del bianco · b1 cavallo del nero · c1 cavallo del nero · d1 alfiere del bianco | f8 alfiere del bianco · h8 torre del nero · b7 pedone del nero · d7 donna del bianco · a6 alfiere del nero · b6 pedone del nero · a5 pedone del nero · b5 torre del bianco · h5 torre del nero · c4 re del nero · b3 pedone del nero · c3 pedone del bianco · d3 cavallo del bianco · b2 re del bianco · d2 pedone del nero · e2 pedone del bianco · b1 cavallo del nero · c1 cavallo del nero · d1 alfiere del bianco | f8 alfiere del bianco · h8 torre del nero · b7 pedone del nero · d7 donna del bianco · a6 alfiere del nero · b6 pedone del nero · a5 pedone del nero · b5 torre del bianco · h5 torre del nero · c4 re del nero · b3 pedone del nero · c3 pedone del bianco · d3 cavallo del bianco · b2 re del bianco · d2 pedone del nero · e2 pedone del bianco · b1 cavallo del nero · c1 cavallo del nero · d1 alfiere del bianco | f8 alfiere del bianco · h8 torre del nero · b7 pedone del nero · d7 donna del bianco · a6 alfiere del nero · b6 pedone del nero · a5 pedone del nero · b5 torre del bianco · h5 torre del nero · c4 re del nero · b3 pedone del nero · c3 pedone del bianco · d3 cavallo del bianco · b2 re del bianco · d2 pedone del nero · e2 pedone del bianco · b1 cavallo del nero · c1 cavallo del nero · d1 alfiere del bianco | f8 alfiere del bianco · h8 torre del nero · b7 pedone del nero · d7 donna del bianco · a6 alfiere del nero · b6 pedone del nero · a5 pedone del nero · b5 torre del bianco · h5 torre del nero · c4 re del nero · b3 pedone del nero · c3 pedone del bianco · d3 cavallo del bianco · b2 re del bianco · d2 pedone del nero · e2 pedone del bianco · b1 cavallo del nero · c1 cavallo del nero · d1 alfiere del bianco | f8 alfiere del bianco · h8 torre del nero · b7 pedone del nero · d7 donna del bianco · a6 alfiere del nero · b6 pedone del nero · a5 pedone del nero · b5 torre del bianco · h5 torre del nero · c4 re del nero · b3 pedone del nero · c3 pedone del bianco · d3 cavallo del bianco · b2 re del bianco · d2 pedone del nero · e2 pedone del bianco · b1 cavallo del nero · c1 cavallo del nero · d1 alfiere del bianco | f8 alfiere del bianco · h8 torre del nero · b7 pedone del nero · d7 donna del bianco · a6 alfiere del nero · b6 pedone del nero · a5 pedone del nero · b5 torre del bianco · h5 torre del nero · c4 re del nero · b3 pedone del nero · c3 pedone del bianco · d3 cavallo del bianco · b2 re del bianco · d2 pedone del nero · e2 pedone del bianco · b1 cavallo del nero · c1 cavallo del nero · d1 alfiere del bianco | f8 alfiere del bianco · h8 torre del nero · b7 pedone del nero · d7 donna del bianco · a6 alfiere del nero · b6 pedone del nero · a5 pedone del nero · b5 torre del bianco · h5 torre del nero · c4 re del nero · b3 pedone del nero · c3 pedone del bianco · d3 cavallo del bianco · b2 re del bianco · d2 pedone del nero · e2 pedone del bianco · b1 cavallo del nero · c1 cavallo del nero · d1 alfiere del bianco | 3 |
| 2 | f8 alfiere del bianco · h8 torre del nero · b7 pedone del nero · d7 donna del bianco · a6 alfiere del nero · b6 pedone del nero · a5 pedone del nero · b5 torre del bianco · h5 torre del nero · c4 re del nero · b3 pedone del nero · c3 pedone del bianco · d3 cavallo del bianco · b2 re del bianco · d2 pedone del nero · e2 pedone del bianco · b1 cavallo del nero · c1 cavallo del nero · d1 alfiere del bianco | f8 alfiere del bianco · h8 torre del nero · b7 pedone del nero · d7 donna del bianco · a6 alfiere del nero · b6 pedone del nero · a5 pedone del nero · b5 torre del bianco · h5 torre del nero · c4 re del nero · b3 pedone del nero · c3 pedone del bianco · d3 cavallo del bianco · b2 re del bianco · d2 pedone del nero · e2 pedone del bianco · b1 cavallo del nero · c1 cavallo del nero · d1 alfiere del bianco | f8 alfiere del bianco · h8 torre del nero · b7 pedone del nero · d7 donna del bianco · a6 alfiere del nero · b6 pedone del nero · a5 pedone del nero · b5 torre del bianco · h5 torre del nero · c4 re del nero · b3 pedone del nero · c3 pedone del bianco · d3 cavallo del bianco · b2 re del bianco · d2 pedone del nero · e2 pedone del bianco · b1 cavallo del nero · c1 cavallo del nero · d1 alfiere del bianco | f8 alfiere del bianco · h8 torre del nero · b7 pedone del nero · d7 donna del bianco · a6 alfiere del nero · b6 pedone del nero · a5 pedone del nero · b5 torre del bianco · h5 torre del nero · c4 re del nero · b3 pedone del nero · c3 pedone del bianco · d3 cavallo del bianco · b2 re del bianco · d2 pedone del nero · e2 pedone del bianco · b1 cavallo del nero · c1 cavallo del nero · d1 alfiere del bianco | f8 alfiere del bianco · h8 torre del nero · b7 pedone del nero · d7 donna del bianco · a6 alfiere del nero · b6 pedone del nero · a5 pedone del nero · b5 torre del bianco · h5 torre del nero · c4 re del nero · b3 pedone del nero · c3 pedone del bianco · d3 cavallo del bianco · b2 re del bianco · d2 pedone del nero · e2 pedone del bianco · b1 cavallo del nero · c1 cavallo del nero · d1 alfiere del bianco | f8 alfiere del bianco · h8 torre del nero · b7 pedone del nero · d7 donna del bianco · a6 alfiere del nero · b6 pedone del nero · a5 pedone del nero · b5 torre del bianco · h5 torre del nero · c4 re del nero · b3 pedone del nero · c3 pedone del bianco · d3 cavallo del bianco · b2 re del bianco · d2 pedone del nero · e2 pedone del bianco · b1 cavallo del nero · c1 cavallo del nero · d1 alfiere del bianco | f8 alfiere del bianco · h8 torre del nero · b7 pedone del nero · d7 donna del bianco · a6 alfiere del nero · b6 pedone del nero · a5 pedone del nero · b5 torre del bianco · h5 torre del nero · c4 re del nero · b3 pedone del nero · c3 pedone del bianco · d3 cavallo del bianco · b2 re del bianco · d2 pedone del nero · e2 pedone del bianco · b1 cavallo del nero · c1 cavallo del nero · d1 alfiere del bianco | f8 alfiere del bianco · h8 torre del nero · b7 pedone del nero · d7 donna del bianco · a6 alfiere del nero · b6 pedone del nero · a5 pedone del nero · b5 torre del bianco · h5 torre del nero · c4 re del nero · b3 pedone del nero · c3 pedone del bianco · d3 cavallo del bianco · b2 re del bianco · d2 pedone del nero · e2 pedone del bianco · b1 cavallo del nero · c1 cavallo del nero · d1 alfiere del bianco | 2 |
| 1 | f8 alfiere del bianco · h8 torre del nero · b7 pedone del nero · d7 donna del bianco · a6 alfiere del nero · b6 pedone del nero · a5 pedone del nero · b5 torre del bianco · h5 torre del nero · c4 re del nero · b3 pedone del nero · c3 pedone del bianco · d3 cavallo del bianco · b2 re del bianco · d2 pedone del nero · e2 pedone del bianco · b1 cavallo del nero · c1 cavallo del nero · d1 alfiere del bianco | f8 alfiere del bianco · h8 torre del nero · b7 pedone del nero · d7 donna del bianco · a6 alfiere del nero · b6 pedone del nero · a5 pedone del nero · b5 torre del bianco · h5 torre del nero · c4 re del nero · b3 pedone del nero · c3 pedone del bianco · d3 cavallo del bianco · b2 re del bianco · d2 pedone del nero · e2 pedone del bianco · b1 cavallo del nero · c1 cavallo del nero · d1 alfiere del bianco | f8 alfiere del bianco · h8 torre del nero · b7 pedone del nero · d7 donna del bianco · a6 alfiere del nero · b6 pedone del nero · a5 pedone del nero · b5 torre del bianco · h5 torre del nero · c4 re del nero · b3 pedone del nero · c3 pedone del bianco · d3 cavallo del bianco · b2 re del bianco · d2 pedone del nero · e2 pedone del bianco · b1 cavallo del nero · c1 cavallo del nero · d1 alfiere del bianco | f8 alfiere del bianco · h8 torre del nero · b7 pedone del nero · d7 donna del bianco · a6 alfiere del nero · b6 pedone del nero · a5 pedone del nero · b5 torre del bianco · h5 torre del nero · c4 re del nero · b3 pedone del nero · c3 pedone del bianco · d3 cavallo del bianco · b2 re del bianco · d2 pedone del nero · e2 pedone del bianco · b1 cavallo del nero · c1 cavallo del nero · d1 alfiere del bianco | f8 alfiere del bianco · h8 torre del nero · b7 pedone del nero · d7 donna del bianco · a6 alfiere del nero · b6 pedone del nero · a5 pedone del nero · b5 torre del bianco · h5 torre del nero · c4 re del nero · b3 pedone del nero · c3 pedone del bianco · d3 cavallo del bianco · b2 re del bianco · d2 pedone del nero · e2 pedone del bianco · b1 cavallo del nero · c1 cavallo del nero · d1 alfiere del bianco | f8 alfiere del bianco · h8 torre del nero · b7 pedone del nero · d7 donna del bianco · a6 alfiere del nero · b6 pedone del nero · a5 pedone del nero · b5 torre del bianco · h5 torre del nero · c4 re del nero · b3 pedone del nero · c3 pedone del bianco · d3 cavallo del bianco · b2 re del bianco · d2 pedone del nero · e2 pedone del bianco · b1 cavallo del nero · c1 cavallo del nero · d1 alfiere del bianco | f8 alfiere del bianco · h8 torre del nero · b7 pedone del nero · d7 donna del bianco · a6 alfiere del nero · b6 pedone del nero · a5 pedone del nero · b5 torre del bianco · h5 torre del nero · c4 re del nero · b3 pedone del nero · c3 pedone del bianco · d3 cavallo del bianco · b2 re del bianco · d2 pedone del nero · e2 pedone del bianco · b1 cavallo del nero · c1 cavallo del nero · d1 alfiere del bianco | f8 alfiere del bianco · h8 torre del nero · b7 pedone del nero · d7 donna del bianco · a6 alfiere del nero · b6 pedone del nero · a5 pedone del nero · b5 torre del bianco · h5 torre del nero · c4 re del nero · b3 pedone del nero · c3 pedone del bianco · d3 cavallo del bianco · b2 re del bianco · d2 pedone del nero · e2 pedone del bianco · b1 cavallo del nero · c1 cavallo del nero · d1 alfiere del bianco | 1 |
|   | a | b | c | d | e | f | g | h |   |

Soluzione:
Chiave: 1. Td5!  (2. Td4#)

1... Cxd3+ 2. exd3#

1... Cxe2 2. Axb3#

1... Th4  2. Ce5#

|   | a | b | c | d | e | f | g | h |   |
| 8 | d7 pedone del nero · g7 pedone del nero · d6 alfiere del bianco · b5 pedone del nero · c5 pedone del nero · d5 cavallo del nero · e5 pedone del nero · f5 pedone del bianco · c4 pedone del nero · d4 re del nero · e4 alfiere del bianco · g4 torre del bianco · b3 pedone del bianco · e3 pedone del nero · f3 pedone del bianco · a2 pedone del bianco · c1 donna del bianco · h1 re del bianco | d7 pedone del nero · g7 pedone del nero · d6 alfiere del bianco · b5 pedone del nero · c5 pedone del nero · d5 cavallo del nero · e5 pedone del nero · f5 pedone del bianco · c4 pedone del nero · d4 re del nero · e4 alfiere del bianco · g4 torre del bianco · b3 pedone del bianco · e3 pedone del nero · f3 pedone del bianco · a2 pedone del bianco · c1 donna del bianco · h1 re del bianco | d7 pedone del nero · g7 pedone del nero · d6 alfiere del bianco · b5 pedone del nero · c5 pedone del nero · d5 cavallo del nero · e5 pedone del nero · f5 pedone del bianco · c4 pedone del nero · d4 re del nero · e4 alfiere del bianco · g4 torre del bianco · b3 pedone del bianco · e3 pedone del nero · f3 pedone del bianco · a2 pedone del bianco · c1 donna del bianco · h1 re del bianco | d7 pedone del nero · g7 pedone del nero · d6 alfiere del bianco · b5 pedone del nero · c5 pedone del nero · d5 cavallo del nero · e5 pedone del nero · f5 pedone del bianco · c4 pedone del nero · d4 re del nero · e4 alfiere del bianco · g4 torre del bianco · b3 pedone del bianco · e3 pedone del nero · f3 pedone del bianco · a2 pedone del bianco · c1 donna del bianco · h1 re del bianco | d7 pedone del nero · g7 pedone del nero · d6 alfiere del bianco · b5 pedone del nero · c5 pedone del nero · d5 cavallo del nero · e5 pedone del nero · f5 pedone del bianco · c4 pedone del nero · d4 re del nero · e4 alfiere del bianco · g4 torre del bianco · b3 pedone del bianco · e3 pedone del nero · f3 pedone del bianco · a2 pedone del bianco · c1 donna del bianco · h1 re del bianco | d7 pedone del nero · g7 pedone del nero · d6 alfiere del bianco · b5 pedone del nero · c5 pedone del nero · d5 cavallo del nero · e5 pedone del nero · f5 pedone del bianco · c4 pedone del nero · d4 re del nero · e4 alfiere del bianco · g4 torre del bianco · b3 pedone del bianco · e3 pedone del nero · f3 pedone del bianco · a2 pedone del bianco · c1 donna del bianco · h1 re del bianco | d7 pedone del nero · g7 pedone del nero · d6 alfiere del bianco · b5 pedone del nero · c5 pedone del nero · d5 cavallo del nero · e5 pedone del nero · f5 pedone del bianco · c4 pedone del nero · d4 re del nero · e4 alfiere del bianco · g4 torre del bianco · b3 pedone del bianco · e3 pedone del nero · f3 pedone del bianco · a2 pedone del bianco · c1 donna del bianco · h1 re del bianco | d7 pedone del nero · g7 pedone del nero · d6 alfiere del bianco · b5 pedone del nero · c5 pedone del nero · d5 cavallo del nero · e5 pedone del nero · f5 pedone del bianco · c4 pedone del nero · d4 re del nero · e4 alfiere del bianco · g4 torre del bianco · b3 pedone del bianco · e3 pedone del nero · f3 pedone del bianco · a2 pedone del bianco · c1 donna del bianco · h1 re del bianco | 8 |
| 7 | d7 pedone del nero · g7 pedone del nero · d6 alfiere del bianco · b5 pedone del nero · c5 pedone del nero · d5 cavallo del nero · e5 pedone del nero · f5 pedone del bianco · c4 pedone del nero · d4 re del nero · e4 alfiere del bianco · g4 torre del bianco · b3 pedone del bianco · e3 pedone del nero · f3 pedone del bianco · a2 pedone del bianco · c1 donna del bianco · h1 re del bianco | d7 pedone del nero · g7 pedone del nero · d6 alfiere del bianco · b5 pedone del nero · c5 pedone del nero · d5 cavallo del nero · e5 pedone del nero · f5 pedone del bianco · c4 pedone del nero · d4 re del nero · e4 alfiere del bianco · g4 torre del bianco · b3 pedone del bianco · e3 pedone del nero · f3 pedone del bianco · a2 pedone del bianco · c1 donna del bianco · h1 re del bianco | d7 pedone del nero · g7 pedone del nero · d6 alfiere del bianco · b5 pedone del nero · c5 pedone del nero · d5 cavallo del nero · e5 pedone del nero · f5 pedone del bianco · c4 pedone del nero · d4 re del nero · e4 alfiere del bianco · g4 torre del bianco · b3 pedone del bianco · e3 pedone del nero · f3 pedone del bianco · a2 pedone del bianco · c1 donna del bianco · h1 re del bianco | d7 pedone del nero · g7 pedone del nero · d6 alfiere del bianco · b5 pedone del nero · c5 pedone del nero · d5 cavallo del nero · e5 pedone del nero · f5 pedone del bianco · c4 pedone del nero · d4 re del nero · e4 alfiere del bianco · g4 torre del bianco · b3 pedone del bianco · e3 pedone del nero · f3 pedone del bianco · a2 pedone del bianco · c1 donna del bianco · h1 re del bianco | d7 pedone del nero · g7 pedone del nero · d6 alfiere del bianco · b5 pedone del nero · c5 pedone del nero · d5 cavallo del nero · e5 pedone del nero · f5 pedone del bianco · c4 pedone del nero · d4 re del nero · e4 alfiere del bianco · g4 torre del bianco · b3 pedone del bianco · e3 pedone del nero · f3 pedone del bianco · a2 pedone del bianco · c1 donna del bianco · h1 re del bianco | d7 pedone del nero · g7 pedone del nero · d6 alfiere del bianco · b5 pedone del nero · c5 pedone del nero · d5 cavallo del nero · e5 pedone del nero · f5 pedone del bianco · c4 pedone del nero · d4 re del nero · e4 alfiere del bianco · g4 torre del bianco · b3 pedone del bianco · e3 pedone del nero · f3 pedone del bianco · a2 pedone del bianco · c1 donna del bianco · h1 re del bianco | d7 pedone del nero · g7 pedone del nero · d6 alfiere del bianco · b5 pedone del nero · c5 pedone del nero · d5 cavallo del nero · e5 pedone del nero · f5 pedone del bianco · c4 pedone del nero · d4 re del nero · e4 alfiere del bianco · g4 torre del bianco · b3 pedone del bianco · e3 pedone del nero · f3 pedone del bianco · a2 pedone del bianco · c1 donna del bianco · h1 re del bianco | d7 pedone del nero · g7 pedone del nero · d6 alfiere del bianco · b5 pedone del nero · c5 pedone del nero · d5 cavallo del nero · e5 pedone del nero · f5 pedone del bianco · c4 pedone del nero · d4 re del nero · e4 alfiere del bianco · g4 torre del bianco · b3 pedone del bianco · e3 pedone del nero · f3 pedone del bianco · a2 pedone del bianco · c1 donna del bianco · h1 re del bianco | 7 |
| 6 | d7 pedone del nero · g7 pedone del nero · d6 alfiere del bianco · b5 pedone del nero · c5 pedone del nero · d5 cavallo del nero · e5 pedone del nero · f5 pedone del bianco · c4 pedone del nero · d4 re del nero · e4 alfiere del bianco · g4 torre del bianco · b3 pedone del bianco · e3 pedone del nero · f3 pedone del bianco · a2 pedone del bianco · c1 donna del bianco · h1 re del bianco | d7 pedone del nero · g7 pedone del nero · d6 alfiere del bianco · b5 pedone del nero · c5 pedone del nero · d5 cavallo del nero · e5 pedone del nero · f5 pedone del bianco · c4 pedone del nero · d4 re del nero · e4 alfiere del bianco · g4 torre del bianco · b3 pedone del bianco · e3 pedone del nero · f3 pedone del bianco · a2 pedone del bianco · c1 donna del bianco · h1 re del bianco | d7 pedone del nero · g7 pedone del nero · d6 alfiere del bianco · b5 pedone del nero · c5 pedone del nero · d5 cavallo del nero · e5 pedone del nero · f5 pedone del bianco · c4 pedone del nero · d4 re del nero · e4 alfiere del bianco · g4 torre del bianco · b3 pedone del bianco · e3 pedone del nero · f3 pedone del bianco · a2 pedone del bianco · c1 donna del bianco · h1 re del bianco | d7 pedone del nero · g7 pedone del nero · d6 alfiere del bianco · b5 pedone del nero · c5 pedone del nero · d5 cavallo del nero · e5 pedone del nero · f5 pedone del bianco · c4 pedone del nero · d4 re del nero · e4 alfiere del bianco · g4 torre del bianco · b3 pedone del bianco · e3 pedone del nero · f3 pedone del bianco · a2 pedone del bianco · c1 donna del bianco · h1 re del bianco | d7 pedone del nero · g7 pedone del nero · d6 alfiere del bianco · b5 pedone del nero · c5 pedone del nero · d5 cavallo del nero · e5 pedone del nero · f5 pedone del bianco · c4 pedone del nero · d4 re del nero · e4 alfiere del bianco · g4 torre del bianco · b3 pedone del bianco · e3 pedone del nero · f3 pedone del bianco · a2 pedone del bianco · c1 donna del bianco · h1 re del bianco | d7 pedone del nero · g7 pedone del nero · d6 alfiere del bianco · b5 pedone del nero · c5 pedone del nero · d5 cavallo del nero · e5 pedone del nero · f5 pedone del bianco · c4 pedone del nero · d4 re del nero · e4 alfiere del bianco · g4 torre del bianco · b3 pedone del bianco · e3 pedone del nero · f3 pedone del bianco · a2 pedone del bianco · c1 donna del bianco · h1 re del bianco | d7 pedone del nero · g7 pedone del nero · d6 alfiere del bianco · b5 pedone del nero · c5 pedone del nero · d5 cavallo del nero · e5 pedone del nero · f5 pedone del bianco · c4 pedone del nero · d4 re del nero · e4 alfiere del bianco · g4 torre del bianco · b3 pedone del bianco · e3 pedone del nero · f3 pedone del bianco · a2 pedone del bianco · c1 donna del bianco · h1 re del bianco | d7 pedone del nero · g7 pedone del nero · d6 alfiere del bianco · b5 pedone del nero · c5 pedone del nero · d5 cavallo del nero · e5 pedone del nero · f5 pedone del bianco · c4 pedone del nero · d4 re del nero · e4 alfiere del bianco · g4 torre del bianco · b3 pedone del bianco · e3 pedone del nero · f3 pedone del bianco · a2 pedone del bianco · c1 donna del bianco · h1 re del bianco | 6 |
| 5 | d7 pedone del nero · g7 pedone del nero · d6 alfiere del bianco · b5 pedone del nero · c5 pedone del nero · d5 cavallo del nero · e5 pedone del nero · f5 pedone del bianco · c4 pedone del nero · d4 re del nero · e4 alfiere del bianco · g4 torre del bianco · b3 pedone del bianco · e3 pedone del nero · f3 pedone del bianco · a2 pedone del bianco · c1 donna del bianco · h1 re del bianco | d7 pedone del nero · g7 pedone del nero · d6 alfiere del bianco · b5 pedone del nero · c5 pedone del nero · d5 cavallo del nero · e5 pedone del nero · f5 pedone del bianco · c4 pedone del nero · d4 re del nero · e4 alfiere del bianco · g4 torre del bianco · b3 pedone del bianco · e3 pedone del nero · f3 pedone del bianco · a2 pedone del bianco · c1 donna del bianco · h1 re del bianco | d7 pedone del nero · g7 pedone del nero · d6 alfiere del bianco · b5 pedone del nero · c5 pedone del nero · d5 cavallo del nero · e5 pedone del nero · f5 pedone del bianco · c4 pedone del nero · d4 re del nero · e4 alfiere del bianco · g4 torre del bianco · b3 pedone del bianco · e3 pedone del nero · f3 pedone del bianco · a2 pedone del bianco · c1 donna del bianco · h1 re del bianco | d7 pedone del nero · g7 pedone del nero · d6 alfiere del bianco · b5 pedone del nero · c5 pedone del nero · d5 cavallo del nero · e5 pedone del nero · f5 pedone del bianco · c4 pedone del nero · d4 re del nero · e4 alfiere del bianco · g4 torre del bianco · b3 pedone del bianco · e3 pedone del nero · f3 pedone del bianco · a2 pedone del bianco · c1 donna del bianco · h1 re del bianco | d7 pedone del nero · g7 pedone del nero · d6 alfiere del bianco · b5 pedone del nero · c5 pedone del nero · d5 cavallo del nero · e5 pedone del nero · f5 pedone del bianco · c4 pedone del nero · d4 re del nero · e4 alfiere del bianco · g4 torre del bianco · b3 pedone del bianco · e3 pedone del nero · f3 pedone del bianco · a2 pedone del bianco · c1 donna del bianco · h1 re del bianco | d7 pedone del nero · g7 pedone del nero · d6 alfiere del bianco · b5 pedone del nero · c5 pedone del nero · d5 cavallo del nero · e5 pedone del nero · f5 pedone del bianco · c4 pedone del nero · d4 re del nero · e4 alfiere del bianco · g4 torre del bianco · b3 pedone del bianco · e3 pedone del nero · f3 pedone del bianco · a2 pedone del bianco · c1 donna del bianco · h1 re del bianco | d7 pedone del nero · g7 pedone del nero · d6 alfiere del bianco · b5 pedone del nero · c5 pedone del nero · d5 cavallo del nero · e5 pedone del nero · f5 pedone del bianco · c4 pedone del nero · d4 re del nero · e4 alfiere del bianco · g4 torre del bianco · b3 pedone del bianco · e3 pedone del nero · f3 pedone del bianco · a2 pedone del bianco · c1 donna del bianco · h1 re del bianco | d7 pedone del nero · g7 pedone del nero · d6 alfiere del bianco · b5 pedone del nero · c5 pedone del nero · d5 cavallo del nero · e5 pedone del nero · f5 pedone del bianco · c4 pedone del nero · d4 re del nero · e4 alfiere del bianco · g4 torre del bianco · b3 pedone del bianco · e3 pedone del nero · f3 pedone del bianco · a2 pedone del bianco · c1 donna del bianco · h1 re del bianco | 5 |
| 4 | d7 pedone del nero · g7 pedone del nero · d6 alfiere del bianco · b5 pedone del nero · c5 pedone del nero · d5 cavallo del nero · e5 pedone del nero · f5 pedone del bianco · c4 pedone del nero · d4 re del nero · e4 alfiere del bianco · g4 torre del bianco · b3 pedone del bianco · e3 pedone del nero · f3 pedone del bianco · a2 pedone del bianco · c1 donna del bianco · h1 re del bianco | d7 pedone del nero · g7 pedone del nero · d6 alfiere del bianco · b5 pedone del nero · c5 pedone del nero · d5 cavallo del nero · e5 pedone del nero · f5 pedone del bianco · c4 pedone del nero · d4 re del nero · e4 alfiere del bianco · g4 torre del bianco · b3 pedone del bianco · e3 pedone del nero · f3 pedone del bianco · a2 pedone del bianco · c1 donna del bianco · h1 re del bianco | d7 pedone del nero · g7 pedone del nero · d6 alfiere del bianco · b5 pedone del nero · c5 pedone del nero · d5 cavallo del nero · e5 pedone del nero · f5 pedone del bianco · c4 pedone del nero · d4 re del nero · e4 alfiere del bianco · g4 torre del bianco · b3 pedone del bianco · e3 pedone del nero · f3 pedone del bianco · a2 pedone del bianco · c1 donna del bianco · h1 re del bianco | d7 pedone del nero · g7 pedone del nero · d6 alfiere del bianco · b5 pedone del nero · c5 pedone del nero · d5 cavallo del nero · e5 pedone del nero · f5 pedone del bianco · c4 pedone del nero · d4 re del nero · e4 alfiere del bianco · g4 torre del bianco · b3 pedone del bianco · e3 pedone del nero · f3 pedone del bianco · a2 pedone del bianco · c1 donna del bianco · h1 re del bianco | d7 pedone del nero · g7 pedone del nero · d6 alfiere del bianco · b5 pedone del nero · c5 pedone del nero · d5 cavallo del nero · e5 pedone del nero · f5 pedone del bianco · c4 pedone del nero · d4 re del nero · e4 alfiere del bianco · g4 torre del bianco · b3 pedone del bianco · e3 pedone del nero · f3 pedone del bianco · a2 pedone del bianco · c1 donna del bianco · h1 re del bianco | d7 pedone del nero · g7 pedone del nero · d6 alfiere del bianco · b5 pedone del nero · c5 pedone del nero · d5 cavallo del nero · e5 pedone del nero · f5 pedone del bianco · c4 pedone del nero · d4 re del nero · e4 alfiere del bianco · g4 torre del bianco · b3 pedone del bianco · e3 pedone del nero · f3 pedone del bianco · a2 pedone del bianco · c1 donna del bianco · h1 re del bianco | d7 pedone del nero · g7 pedone del nero · d6 alfiere del bianco · b5 pedone del nero · c5 pedone del nero · d5 cavallo del nero · e5 pedone del nero · f5 pedone del bianco · c4 pedone del nero · d4 re del nero · e4 alfiere del bianco · g4 torre del bianco · b3 pedone del bianco · e3 pedone del nero · f3 pedone del bianco · a2 pedone del bianco · c1 donna del bianco · h1 re del bianco | d7 pedone del nero · g7 pedone del nero · d6 alfiere del bianco · b5 pedone del nero · c5 pedone del nero · d5 cavallo del nero · e5 pedone del nero · f5 pedone del bianco · c4 pedone del nero · d4 re del nero · e4 alfiere del bianco · g4 torre del bianco · b3 pedone del bianco · e3 pedone del nero · f3 pedone del bianco · a2 pedone del bianco · c1 donna del bianco · h1 re del bianco | 4 |
| 3 | d7 pedone del nero · g7 pedone del nero · d6 alfiere del bianco · b5 pedone del nero · c5 pedone del nero · d5 cavallo del nero · e5 pedone del nero · f5 pedone del bianco · c4 pedone del nero · d4 re del nero · e4 alfiere del bianco · g4 torre del bianco · b3 pedone del bianco · e3 pedone del nero · f3 pedone del bianco · a2 pedone del bianco · c1 donna del bianco · h1 re del bianco | d7 pedone del nero · g7 pedone del nero · d6 alfiere del bianco · b5 pedone del nero · c5 pedone del nero · d5 cavallo del nero · e5 pedone del nero · f5 pedone del bianco · c4 pedone del nero · d4 re del nero · e4 alfiere del bianco · g4 torre del bianco · b3 pedone del bianco · e3 pedone del nero · f3 pedone del bianco · a2 pedone del bianco · c1 donna del bianco · h1 re del bianco | d7 pedone del nero · g7 pedone del nero · d6 alfiere del bianco · b5 pedone del nero · c5 pedone del nero · d5 cavallo del nero · e5 pedone del nero · f5 pedone del bianco · c4 pedone del nero · d4 re del nero · e4 alfiere del bianco · g4 torre del bianco · b3 pedone del bianco · e3 pedone del nero · f3 pedone del bianco · a2 pedone del bianco · c1 donna del bianco · h1 re del bianco | d7 pedone del nero · g7 pedone del nero · d6 alfiere del bianco · b5 pedone del nero · c5 pedone del nero · d5 cavallo del nero · e5 pedone del nero · f5 pedone del bianco · c4 pedone del nero · d4 re del nero · e4 alfiere del bianco · g4 torre del bianco · b3 pedone del bianco · e3 pedone del nero · f3 pedone del bianco · a2 pedone del bianco · c1 donna del bianco · h1 re del bianco | d7 pedone del nero · g7 pedone del nero · d6 alfiere del bianco · b5 pedone del nero · c5 pedone del nero · d5 cavallo del nero · e5 pedone del nero · f5 pedone del bianco · c4 pedone del nero · d4 re del nero · e4 alfiere del bianco · g4 torre del bianco · b3 pedone del bianco · e3 pedone del nero · f3 pedone del bianco · a2 pedone del bianco · c1 donna del bianco · h1 re del bianco | d7 pedone del nero · g7 pedone del nero · d6 alfiere del bianco · b5 pedone del nero · c5 pedone del nero · d5 cavallo del nero · e5 pedone del nero · f5 pedone del bianco · c4 pedone del nero · d4 re del nero · e4 alfiere del bianco · g4 torre del bianco · b3 pedone del bianco · e3 pedone del nero · f3 pedone del bianco · a2 pedone del bianco · c1 donna del bianco · h1 re del bianco | d7 pedone del nero · g7 pedone del nero · d6 alfiere del bianco · b5 pedone del nero · c5 pedone del nero · d5 cavallo del nero · e5 pedone del nero · f5 pedone del bianco · c4 pedone del nero · d4 re del nero · e4 alfiere del bianco · g4 torre del bianco · b3 pedone del bianco · e3 pedone del nero · f3 pedone del bianco · a2 pedone del bianco · c1 donna del bianco · h1 re del bianco | d7 pedone del nero · g7 pedone del nero · d6 alfiere del bianco · b5 pedone del nero · c5 pedone del nero · d5 cavallo del nero · e5 pedone del nero · f5 pedone del bianco · c4 pedone del nero · d4 re del nero · e4 alfiere del bianco · g4 torre del bianco · b3 pedone del bianco · e3 pedone del nero · f3 pedone del bianco · a2 pedone del bianco · c1 donna del bianco · h1 re del bianco | 3 |
| 2 | d7 pedone del nero · g7 pedone del nero · d6 alfiere del bianco · b5 pedone del nero · c5 pedone del nero · d5 cavallo del nero · e5 pedone del nero · f5 pedone del bianco · c4 pedone del nero · d4 re del nero · e4 alfiere del bianco · g4 torre del bianco · b3 pedone del bianco · e3 pedone del nero · f3 pedone del bianco · a2 pedone del bianco · c1 donna del bianco · h1 re del bianco | d7 pedone del nero · g7 pedone del nero · d6 alfiere del bianco · b5 pedone del nero · c5 pedone del nero · d5 cavallo del nero · e5 pedone del nero · f5 pedone del bianco · c4 pedone del nero · d4 re del nero · e4 alfiere del bianco · g4 torre del bianco · b3 pedone del bianco · e3 pedone del nero · f3 pedone del bianco · a2 pedone del bianco · c1 donna del bianco · h1 re del bianco | d7 pedone del nero · g7 pedone del nero · d6 alfiere del bianco · b5 pedone del nero · c5 pedone del nero · d5 cavallo del nero · e5 pedone del nero · f5 pedone del bianco · c4 pedone del nero · d4 re del nero · e4 alfiere del bianco · g4 torre del bianco · b3 pedone del bianco · e3 pedone del nero · f3 pedone del bianco · a2 pedone del bianco · c1 donna del bianco · h1 re del bianco | d7 pedone del nero · g7 pedone del nero · d6 alfiere del bianco · b5 pedone del nero · c5 pedone del nero · d5 cavallo del nero · e5 pedone del nero · f5 pedone del bianco · c4 pedone del nero · d4 re del nero · e4 alfiere del bianco · g4 torre del bianco · b3 pedone del bianco · e3 pedone del nero · f3 pedone del bianco · a2 pedone del bianco · c1 donna del bianco · h1 re del bianco | d7 pedone del nero · g7 pedone del nero · d6 alfiere del bianco · b5 pedone del nero · c5 pedone del nero · d5 cavallo del nero · e5 pedone del nero · f5 pedone del bianco · c4 pedone del nero · d4 re del nero · e4 alfiere del bianco · g4 torre del bianco · b3 pedone del bianco · e3 pedone del nero · f3 pedone del bianco · a2 pedone del bianco · c1 donna del bianco · h1 re del bianco | d7 pedone del nero · g7 pedone del nero · d6 alfiere del bianco · b5 pedone del nero · c5 pedone del nero · d5 cavallo del nero · e5 pedone del nero · f5 pedone del bianco · c4 pedone del nero · d4 re del nero · e4 alfiere del bianco · g4 torre del bianco · b3 pedone del bianco · e3 pedone del nero · f3 pedone del bianco · a2 pedone del bianco · c1 donna del bianco · h1 re del bianco | d7 pedone del nero · g7 pedone del nero · d6 alfiere del bianco · b5 pedone del nero · c5 pedone del nero · d5 cavallo del nero · e5 pedone del nero · f5 pedone del bianco · c4 pedone del nero · d4 re del nero · e4 alfiere del bianco · g4 torre del bianco · b3 pedone del bianco · e3 pedone del nero · f3 pedone del bianco · a2 pedone del bianco · c1 donna del bianco · h1 re del bianco | d7 pedone del nero · g7 pedone del nero · d6 alfiere del bianco · b5 pedone del nero · c5 pedone del nero · d5 cavallo del nero · e5 pedone del nero · f5 pedone del bianco · c4 pedone del nero · d4 re del nero · e4 alfiere del bianco · g4 torre del bianco · b3 pedone del bianco · e3 pedone del nero · f3 pedone del bianco · a2 pedone del bianco · c1 donna del bianco · h1 re del bianco | 2 |
| 1 | d7 pedone del nero · g7 pedone del nero · d6 alfiere del bianco · b5 pedone del nero · c5 pedone del nero · d5 cavallo del nero · e5 pedone del nero · f5 pedone del bianco · c4 pedone del nero · d4 re del nero · e4 alfiere del bianco · g4 torre del bianco · b3 pedone del bianco · e3 pedone del nero · f3 pedone del bianco · a2 pedone del bianco · c1 donna del bianco · h1 re del bianco | d7 pedone del nero · g7 pedone del nero · d6 alfiere del bianco · b5 pedone del nero · c5 pedone del nero · d5 cavallo del nero · e5 pedone del nero · f5 pedone del bianco · c4 pedone del nero · d4 re del nero · e4 alfiere del bianco · g4 torre del bianco · b3 pedone del bianco · e3 pedone del nero · f3 pedone del bianco · a2 pedone del bianco · c1 donna del bianco · h1 re del bianco | d7 pedone del nero · g7 pedone del nero · d6 alfiere del bianco · b5 pedone del nero · c5 pedone del nero · d5 cavallo del nero · e5 pedone del nero · f5 pedone del bianco · c4 pedone del nero · d4 re del nero · e4 alfiere del bianco · g4 torre del bianco · b3 pedone del bianco · e3 pedone del nero · f3 pedone del bianco · a2 pedone del bianco · c1 donna del bianco · h1 re del bianco | d7 pedone del nero · g7 pedone del nero · d6 alfiere del bianco · b5 pedone del nero · c5 pedone del nero · d5 cavallo del nero · e5 pedone del nero · f5 pedone del bianco · c4 pedone del nero · d4 re del nero · e4 alfiere del bianco · g4 torre del bianco · b3 pedone del bianco · e3 pedone del nero · f3 pedone del bianco · a2 pedone del bianco · c1 donna del bianco · h1 re del bianco | d7 pedone del nero · g7 pedone del nero · d6 alfiere del bianco · b5 pedone del nero · c5 pedone del nero · d5 cavallo del nero · e5 pedone del nero · f5 pedone del bianco · c4 pedone del nero · d4 re del nero · e4 alfiere del bianco · g4 torre del bianco · b3 pedone del bianco · e3 pedone del nero · f3 pedone del bianco · a2 pedone del bianco · c1 donna del bianco · h1 re del bianco | d7 pedone del nero · g7 pedone del nero · d6 alfiere del bianco · b5 pedone del nero · c5 pedone del nero · d5 cavallo del nero · e5 pedone del nero · f5 pedone del bianco · c4 pedone del nero · d4 re del nero · e4 alfiere del bianco · g4 torre del bianco · b3 pedone del bianco · e3 pedone del nero · f3 pedone del bianco · a2 pedone del bianco · c1 donna del bianco · h1 re del bianco | d7 pedone del nero · g7 pedone del nero · d6 alfiere del bianco · b5 pedone del nero · c5 pedone del nero · d5 cavallo del nero · e5 pedone del nero · f5 pedone del bianco · c4 pedone del nero · d4 re del nero · e4 alfiere del bianco · g4 torre del bianco · b3 pedone del bianco · e3 pedone del nero · f3 pedone del bianco · a2 pedone del bianco · c1 donna del bianco · h1 re del bianco | d7 pedone del nero · g7 pedone del nero · d6 alfiere del bianco · b5 pedone del nero · c5 pedone del nero · d5 cavallo del nero · e5 pedone del nero · f5 pedone del bianco · c4 pedone del nero · d4 re del nero · e4 alfiere del bianco · g4 torre del bianco · b3 pedone del bianco · e3 pedone del nero · f3 pedone del bianco · a2 pedone del bianco · c1 donna del bianco · h1 re del bianco | 1 |
|   | a | b | c | d | e | f | g | h |   |

Soluzione:
1. Tg2!  (minaccia 2. Td2+ exd2 3. Dxd2#)

- 1...Cb4 2. Dc3+ Rxc3 3. Axe5#
- 1...Cf4 2. Dxe3+ Rxe3 3. Axc5#